# Estadio Rommel Fernández
Az Estadio Rommel Fernández Gutiérrez Panama legnagyobb labdarúgó-stadionja, a panamai labdarúgó-válogatott és a Tauro FC otthona.

## Története
A stadiont azért építették, hogy otthont adhasson az 1970-ben rendezett 11. Közép-amerikai és Karibi Játékoknak. Az építkezésre Omar Torrijos elnöknek köszönhetően kerülhetett sor, a költségeket különféle kölcsönökből fedezték. Az eredetileg Estadio Revoluciónnak („forradalom stadion”) nevezett, 22 000 férőhelyes létesítményt 1970. február 6-án nyitották meg. Azóta otthont adott már az előbb említett rendezvényen kívül a Bolívar-játékoknak, 2010-ben a 9. Közép-amerikai Sportjátékoknak és számos válogatottmérkőzésnek is. 1993-ban vette fel mai nevét Rommel Fernández népszerű labdarúgó emlékére, aki ebben az évben május 6-án Spanyolországban autóbalesetben hunyt el fiatalon. 2006 és 2010 között átépítették és bővítették: a 26 millió amerikai dollárba kerülő munkálatok során többek között 15 000 új ülőhelyet is kialakítottak benne, felszereltek egy új óriáskivetítőt is, új öltözőket, sajtószobákat és edzőhelyeket létesítettek, és modernizálták a világítást is.

## Leírás
A stadion, amelyet El Coloso de Juan Díaz becenévvel is illetnek, Panamaváros központjától északkeletre helyezkedik el, közigazgatásilag Juan Díazhoz tartozik. Annak az Irving Saladino nevű „sportvárosnak” a részét képezi, ahol a Mano Piedra Durán sportcsarnok és az Eileen Coparropa uszoda is található. Legutóbbi bővítése után már 32 000 férőhellyel rendelkezik, ezzel a legnagyobb stadion Panamában. A labdarúgópályát körülvevő futópályának köszönhetően atlétikai versenyek megrendezésére is alkalmas, de tartottak már itt vallási jellegű eseményt (eukarisztikus találkozót) is.

## Képek

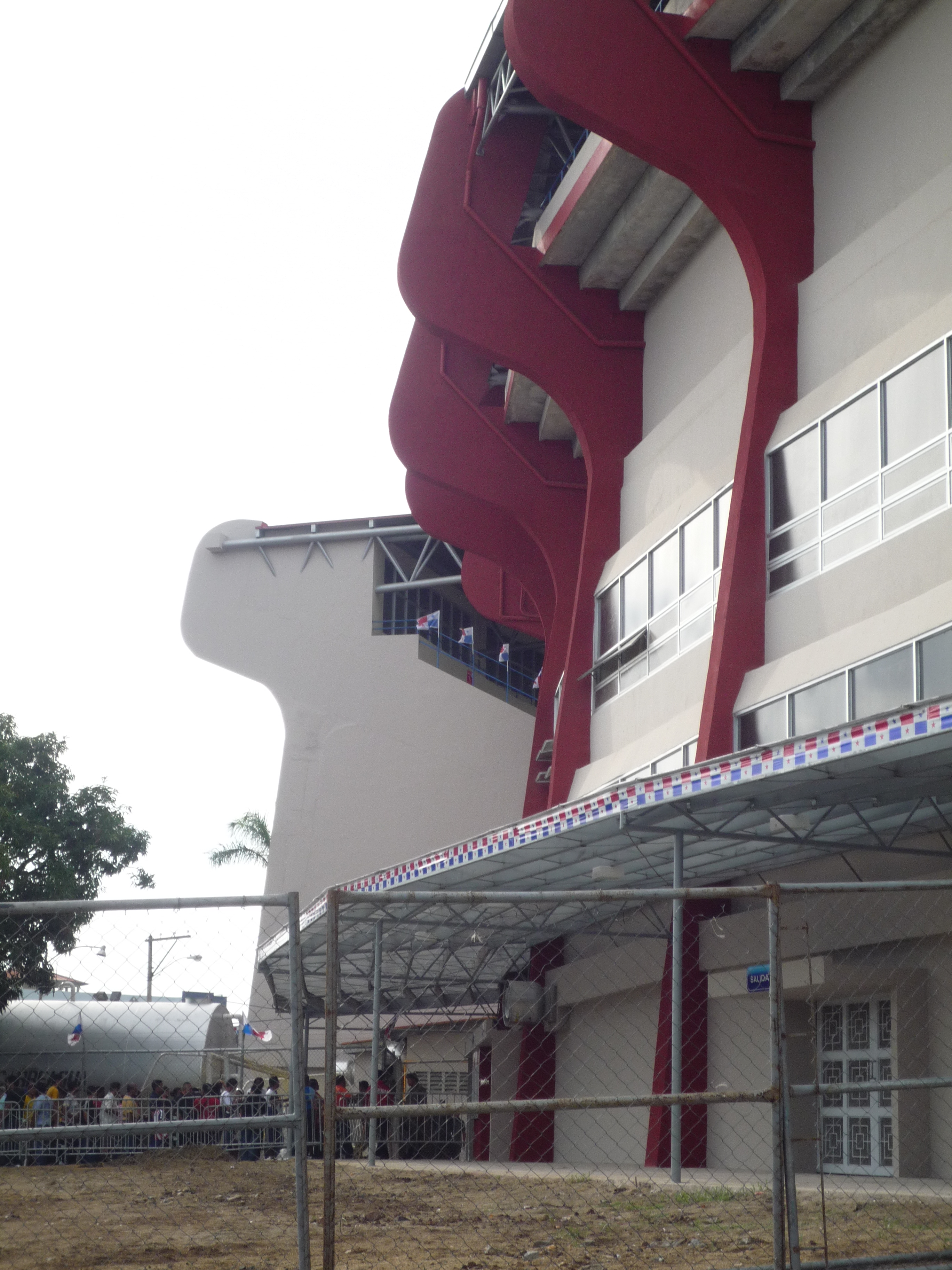
Részlet a külsőből
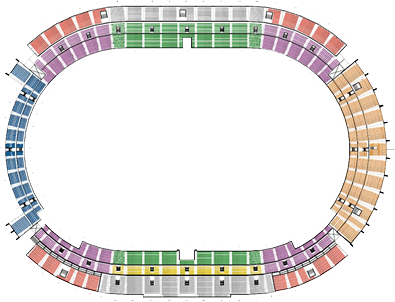
A lelátók térképe
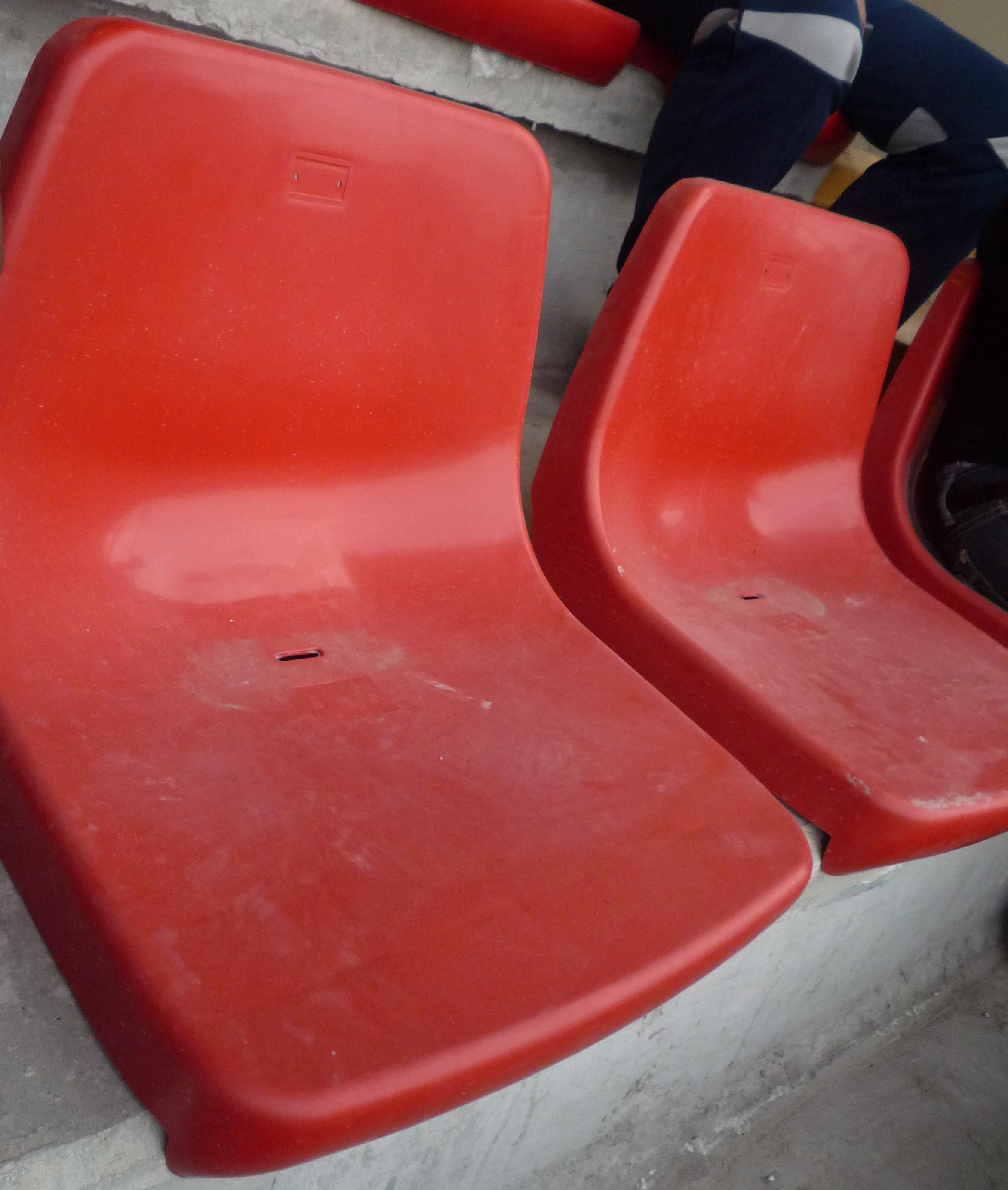
Ülések
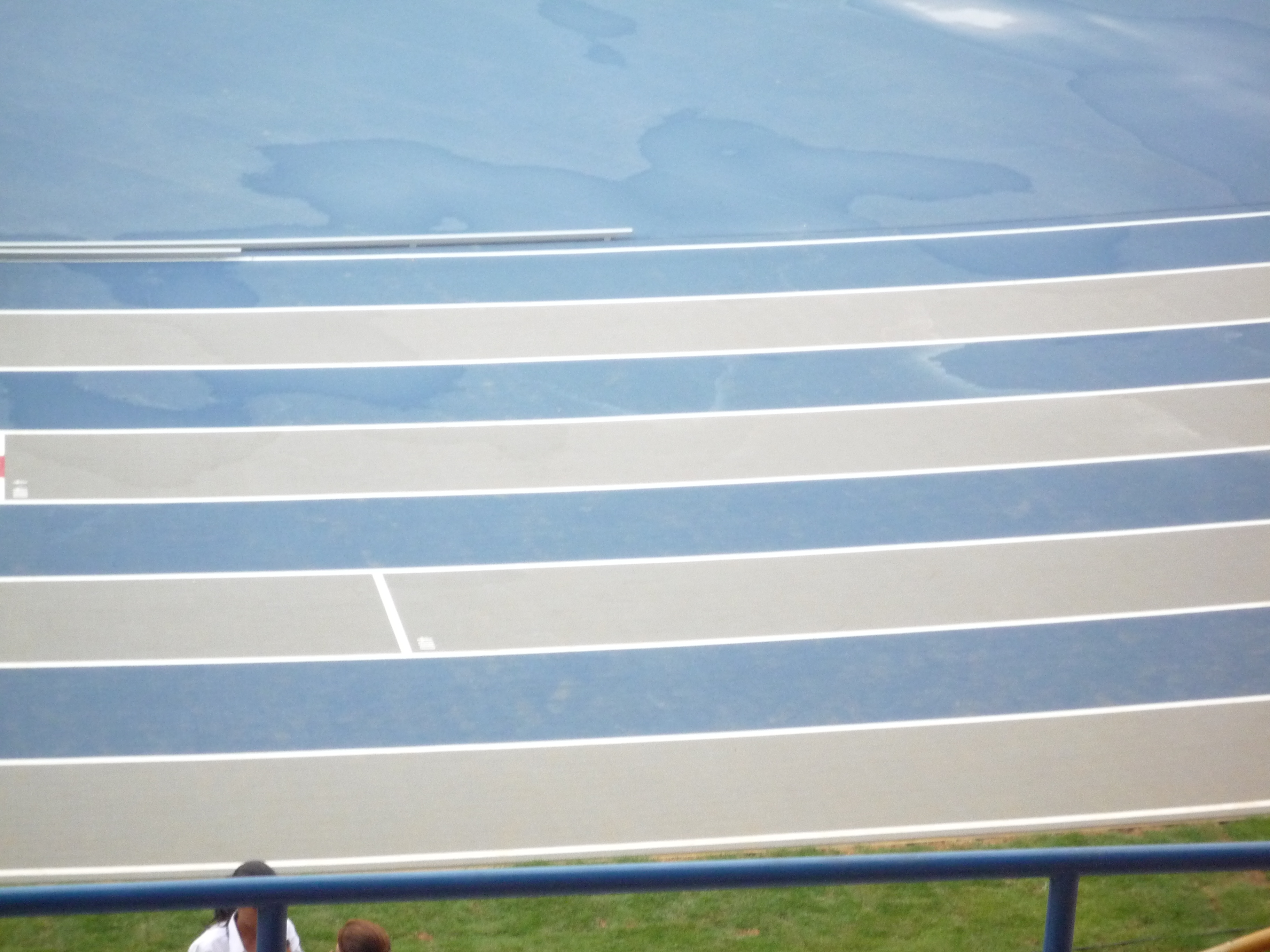
Futópálya